# マルコ・ヴェイノヴィッチ
マルコ・ヴェイノヴィッチ（Marko Vejinović, セルビア語: Марко Вејиновић, 1990年2月3日 - ）は、オランダ・アムステルダム出身の元サッカー選手。現役時代のポジションはMF（セントラルミッドフィールダー）。
セルビア人の両親（母親はボスニア・ヘルツェゴビナのスルプスカ共和国出身）の下に生まれ、当初は母親の姓であるマティッチ (Matić) を名乗っていたが、18歳の誕生日を機に絶滅の危機に瀕していた父親の姓に兄と同じく改姓している。

## 経歴

### AZ
AVVゼーブルヒアのユースでサッカーを始め、アヤックスとFCユトレヒトを経て、AZに加入。この世代オランダ最高のタレントと見なされていた彼はユースで数年間プレーした後、2007-08シーズンにルイ・ファン・ハール率いるトップチームに昇格した。2009年1月21日、KNVBカップのアヒレス'29戦でトップチームデビューを果たした。3月22日、フェイエノールト戦でエールディヴィジデビューを果たした。このシーズンはリーグ戦3試合に出場した。2009年7月25日にはAZでヨハン・クライフ・スハールを獲得している。

### ヘラクレス
2009年8月、ヘラクレス・アルメロと3年契約を結んだ。ヘラクレスで計4シーズンプレーし、2012年にはカップ戦決勝に進んでいる。ヘラクレスでは監督ピーター・ボスの下で右のフォワード、守備的MF、3バックの中央などポジションを固定されず、最後まで周囲を納得させるパフォーマンスではなかった。

### フィテッセ
2013年6月28日、フィテッセと4年契約を結んだ。共にフィテッセに移った監督ピーター・ボスのもとでMFとして即座にスタメン起用され、2013年8月1日にUEFAヨーロッパリーグのFCペトロルル・プロイェシュティ戦でデビューした。2015-16シーズンにはリーグ戦13得点を記録し、エールディヴィジのミッドフィールダーで最多得点者の一人になった。

### フェイエノールト
2015年6月26日、フェイエノールトと4年契約を結んだ。移籍金は推定350万ユーロ。
フェイエノールト加入後に、アヤックス・ユースでの過去についてヴェイノヴィッチはこう語っている。
「それは一瞬も気にならなかった。僕はアムステルダム生まれで7年間デ・トゥーコムストにいたけど、それも僕がアヤクシートだという意味ではない。僕らはロッテルダムに住んで、自分たちの居場所をここに見つけた。選手が自分の新しいクラブについて夢見ていたというのは常套句だけど、フェイエノールトは僕の期待を遥かに上回っていた」。
2015-16シーズン前半はジョヴァンニ・ファン・ブロンクホルスト監督の下レギュラーとしてプレーしたが、次第に出場機会が減少。翌シーズンにはリーグ戦において途中出場2試合に止まった。

### AZ復帰
2017年7月18日、AZへシーズンローンの形で復帰する。2017年10月1日の古巣フェイエノールト戦で右膝前十字靭帯を断裂し戦線を離脱した。
2018年8月に完全移籍となり4年契約を結ぶと、翌月末に実戦へ復帰する。その後はスタメン1試合、計4試合の出場に止まった。

### アルカ・グディニャ
2019年2月28日、エクストラクラサのアルカ・グディニャへシーズン終了までローンとなる。後半戦で14試合に出場し5得点を記録。8月に完全移籍へ移行し3年契約を締結した。
2019-20シーズン終了を以てクラブとの契約を満了した。

### ADO
半年間のフリー期間を経て、2021年1月にADOデン・ハーグと2年半の契約を結び母国へ復帰した。

## 人物・エピソード
優れたテクニックと広い視野を備え、前方の狙った場所に正確なボールを出せる。特にキックテクニックに優れており、スルーパスやフリーキックの名手である。
ケネス・ペレスは2015年夏に共にトラディツォネール・トップ3（アヤックス・PSV・フェイエノールト）に移籍したネマニャ・グデリ、ダヴィ・プレパーと比較し「この3人の中で最も完璧なフットボール選手。あらゆるボールを前に運べる良いテクニックと本当に美しいスタイルを持っている。私はああいうタイプのファン」と語り、アード・デ・モスは「モダンであり、完璧であり、全てを備えている」と評した。

## タイトル
AZ
- エールディヴィジ : 2008-09

フェイエノールト
- KNVBカップ : 2015-16
- エールディヴィジ : 2016-17